# Équipe du Luxembourg de hockey sur glace
L'équipe du Luxembourg de hockey sur glace est la sélection nationale du Luxembourg regroupant les meilleurs joueurs de hockey sur glace luxembourgeois lors des compétitions internationales. L'équipe est sous la tutelle de la Fédération luxembourgeoise de hockey sur glace. L'équipe est actuellement classée 43e sur 50 équipes au classement IIHF 2019.

## Historique
Bien que la Fédération luxembourgeoise de hockey sur glace soit membre de la Fédération internationale de hockey sur glace depuis 1912, la sélection nationale ne fait ses débuts qu'en 1992. Pour l'occasion, elle dispute à Johannesburg en Afrique du Sud le Groupe C2 du Championnat du monde, l'échelon international le plus bas, et joue sa première partie le 21 mars face à l'équipe hôte, une défaite 23-0. Les Luxembourgeois remportent leur premier match cinq jours plus tard contre la Turquie sur la marque de 10 buts à 5. L'équipe finit le tournoi au cinquième rang sur six avec un bilan d'une victoire pour un nul et trois défaites. Au cours de l'événement, la sélection enregistre une défaite 31-0 face à l'Espagne qui reste depuis la plus large de l'histoire de l'équipe.
Après huit ans sans jouer, l'équipe luxembourgeoise dispute le Groupe D du Championnat du monde 2000. La sélection ne remporte qu'une seule victoire et termine avant-dernière, manquant ainsi de se qualifier pour la saison suivante. De retour en 2002 en Division II, les Luxembourgeois enregistrent de lourdes défaites et sont relégués. Ils ne restent en Division III que le temps d'une édition dont Michel Welter en est désigné le meilleur gardien et retrouve l'échelon supérieur en 2004. Après s'être inclinés à quatre reprises, les joueurs au maillot frappé d'un lion rouge manquent de peu le maintien lors de l'ultime rencontre face aux Israéliens avec lesquels ils font match nul 2 buts partout. Au classement final, leurs adversaires les devancent seulement à la différence de but. Au cours du Championnat du monde de Division III 2005, le Luxembourg enregistre la plus large victoire de son histoire, un succès 38-3 aux dépens de l'Arménie. Lors de la dernière rencontre, capital pour la montée, il doit s'incliner face au jeu rugeux des Sud-Africains et se contente de la troisième place.
L'édition de la Division III 2006 est plus difficile avec quatre défaites en autant de rencontres. Malgré cela, Welter est une nouvelle fois choisi comme meilleur portier. En 2007, les Luxembourgeois se replacent dans la lutte pour la montée qui se joue lors de la dernière partie face au pays organisateur, l'Irlande. La rencontre se solde finalement par une victoire des hôtes lors de la séance de tirs de fusillade. En 2008, les Luxembourgeois reçoivent la Division III à la patinoire de Kockelscheuer. Le tournoi est dominé par la Corée du Nord et l'Afrique du Sud tandis que les organisateurs se classent troisièmes. Titulaire suivant la blessure de Welter, Philippe Lepage termine avec le meilleur pourcentage d'arrêts et est désigné meilleur gardien de l'événement,. Pour l'édition suivante, les Luxembourgeois finissent une nouvelle fois troisièmes tandis que Robert Beran termine meilleur pointeur du tournoi avec 12 points.
En 2010, Kockelscheuer accueille de nouveau l'évènement en raison des problèmes de patinoire de la Grèce, choisie en premier lieu. Les hótes se classent troisième du tournoi. François Schons est désigné meilleur défenseur. 

## Résultats

### Jeux Olympiques
- 1920-2018 - Ne participe pas
- 2022 - Non qualifié

### Championnats du monde
- 1920-1991 - Ne participe pas
- 1992 - 31e place (5e du Groupe C2)
- 1993-1999 - Ne participe pas
- 2000 - 41e place (7e du Groupe D)
- 2001 - Ne participe pas
- 2002 - 6e de Division II, Groupe B
- 2003 - 2e de Division III
- 2004 - 6e de Division II, Groupe A
- 2005 - 3e de Division III
- 2006 - 5e de Division III
- 2007 - 3e de Division III
- 2008 - 3e de Division III
- 2009 - 3e de Division III
- 2010 - 3e de Division III, Groupe A
- 2011 - 4e de Division III
- 2012 - 3e de Division III
- 2013 - 3e de Division III
- 2014 - 3e de Division III
- 2015 - 3e de Division III
- 2016 - 4e de Division III
- 2017 - 1re de Division III
- 2018 - 6e de Division IIB
- 2019 - 4e de Division III
- 2020 - Annulé en raison du coronavirus
- 2021 - Annulé en raison du coronavirus
- 2022 - 5e de Division IIIA

Note :  Promue ;  Reléguée

## Classement mondial
| Année     | Rang | Points | Progression |
| --------- | ---- | ------ | ----------- |
| 2003      | 42   | 635    |             |
| 2004      | 42   | 755    | ±0          |
| 2005      | 42   | 785    | ±0          |
| Fév. 2006 | 42   | 785    | ±0          |
| Mai 2006  | 43   | 705    | -1          |
| 2007      | 42   | 710    | +1          |
| 2008      | 43   | 695    | -1          |
| 2009      | 44   | 700    | -1          |
| Fév. 2010 | 44   | 700    | ±0          |
| Mai 2010  | 44   | 665    | ±0          |

| Année     | Rang | Points | Progression |
| --------- | ---- | ------ | ----------- |
| 2011      | 43   | 650    | +1          |
| 2012      | 43   | 665    | ±0          |
| 2013      | 43   | 680    | ±0          |
| Fév. 2014 | 43   | 680    | ±0          |
| Mai 2014  | 42   | 695    | +1          |
| 2015      | 43   | 700    | -1          |
| 2016      | 43   | 700    | ±0          |
| 2017      | 42   | 740    | +1          |
| Fev. 2018 | 43   | 740    | -1          |
| Mai 2018  | 42   | 790    | +1          |
| 2019      | 43   | 745    | -1          |

## Entraîneurs
| Période     | Nom des entraîneurs | Nationalité              |
| ----------- | ------------------- | ------------------------ |
| 1992        | Timo Tikkinen       | Finlande                 |
| 2000        | Robert Beran        | Luxembourg               |
| 2002        | Carlo Welter        | Luxembourg               |
| 2003-2008   | Håkan Grönlund      | Suède                    |
| 2009        | Marian Gallo        | Slovaquie / Luxembourg   |
| 2010        | Joakim Eriksson     | Suède                    |
| 2011        | Yves Barthels       | Luxembourg               |
| 2012        | Marian Gallo        | Slovaquie / Luxembourg   |
| 2013-2015   | Vladimir Kouznetsov | Russie / France          |
| Depuis 2016 | Petr Fical          | Allemagne / Rép. tchèque |

## Équipe junior moins de 20 ans

### Championnats d'Europe junior
- 1968-1997 - Ne participe pas
- 1998 - 8e du Groupe D

### Championnats du monde junior
- 1977-2000 - Ne participe pas
- 2001 - 2e de la Qualification pour la Division III
- 2002 - Ne participe pas
- 2003 - 5e de Division III
- Depuis 2003 - Ne participe pas

## Équipe des moins de 18 ans

### Championnats du monde moins de 18 ans
- 1999 - 5e de Division II européenne
- 2000 - 8e de Division II européenne
- 2001-2018 - Ne participe pas
- 2019 - 4e de Division IIIB
- 2020 - Annulé en raison du coronavirus
- 2021 - Annulé en raison du coronavirus
- 2022 - 2e de Division IIIB
- 2023 -